# Дворецкая, Анастасия Александровна
Анастасия Александровна Дворецкая (в девичестве Колпакова; родилась 19 сентября 1999 года) — российская хоккеистка на траве, защитница клуба «Динамо-Электросталь». Мастер спорта России.

## Биография
Воспитанница клуба «Динамо-Электросталь». За «Динамо-Электросталь» с 2015 года провела 123 игры и забила один гол. В составе сборной Московской области — бронзовый призёр чемпионата России не старше 18 лет; бронзовый призёр турнира на призы Барановичского горисполкома 2015 года и «мисс турнира». Член символической сборной России 2018 года по итогам чемпионата России.
В составе сборной до 18 лет провела 5 игр, за сборную до 21 года — 10 игр, в основной сборной сыграла 28 матчей. Чемпионка Европы среди команд второго дивизиона 2017 года среди команд до 21 года. Чемпионка Европы по индор-хоккею 2019 года среди молодёжи (второй дивизион). Заявлена на чемпионат Европы 2019 года (сыграла 5 матчей, Россия заняла 7-е место).